# Camelia Diaconescu
Camelia Diaconescu (ur. 2 lutego 1963 w Văleni) – rumuńska wioślarka srebrna medalistka olimpijska i dwukrotna medalistka mistrzostw świata.

## Kariera
W 1981 wywalczyła złoty medal w dwójkach podwójnych na mistrzostwach świata juniorów w Sofii.
Wystąpiła na igrzyskach olimpijskich w Los Angeles w 1984, gdzie osada Rumunii w składzie: Doina Șnep-Bălan, Mărioara Trașcă, Aurora Pleșca, Aneta Mihaly, Adriana Bazon, Mihaela Armășescu, Camelia Diaconescu, Lucia Sauca i Viorica Ioja zdobyła srebrny medal w ósemkach. W finale o 1,07 sekundy przegrały z osadą USA, a o 2,05 sekundy wyprzedziły Holenderki. Był to jej jedyny start olimpijski.
W ósemkach zdobyła też brązowe medale na mistrzostwach świata w Hazewinkel (1985) i mistrzostwach świata w Nottingham (1986).